# Martigny-Courpierre

Martigny-Courpierre este o comună în departamentul Aisne din nordul Franței. În 1 ianuarie 2022 avea o populație de 135 de locuitori.